# Audi 100 C3
La sigla Audi 100 C3 (sigla interna: Typ 44) indica la terza generazione dell'Audi 100, una vettura di fascia alta prodotta dal 1982 al 1991 dalla Casa automobilistica tedesca Audi. In Cina venne prodotta su licenza fino al 2002.

## Profilo e storia

### Genesi e debutto
Si cominciò ad imbastire il progetto Typ 44 già all'indomani del lancio commerciale della seconda generazione dell'Audi 100, in un clima caratterizzato delle sfavorevoli congiunture finanziarie che stavano interessando il mondo dell'automobile. La crisi petrolifera del 1973 aveva portato ad un rapido e vertiginoso aumento del prezzo dei carburanti e a farne le spese erano state inevitabilmente le auto di fascia alta e medio-alta, cioè quelle normalmente caratterizzate da consumi più elevati per via di massa e dimensioni maggiori e motori più grandi, tra cui ad esempio proprio le Audi 100. Durante la carriera della 100 C2 si ricorse anche ad arricchire la gamma con un motore diesel oppure a realizzare particolari allestimenti, come la Formel E, caratterizzata da un cambio a rapporti lunghi ed altre soluzioni volte a ridurre i consumi. Ma divenne presto ben chiaro che sarebbe occorso altro, che sarebbe stato necessario cominciare nuovamente da un foglio bianco per la successiva generazione della grande berlina Audi, e che sarebbe inoltre stato necessario investire in ricerche per ridurre i consumi dei motori e per ottimizzare l'aerodinamica dei modelli, troppo penalizzata dallo stile spigoloso degli anni '70. Si preventivò che tutta questa serie di ricerche avrebbe portato via molto tempo, oltre che molti soldi, e fu questa la ragione per cui i vertici del gruppo Volkswagen decisero di avviare il progetto Typ 44 così presto, in maniera tale da non arrivare alla vettura definitiva troppo tardi rischiando un invecchiamento precoce dell'attuale 100 C2 rispetto alla concorrenza.

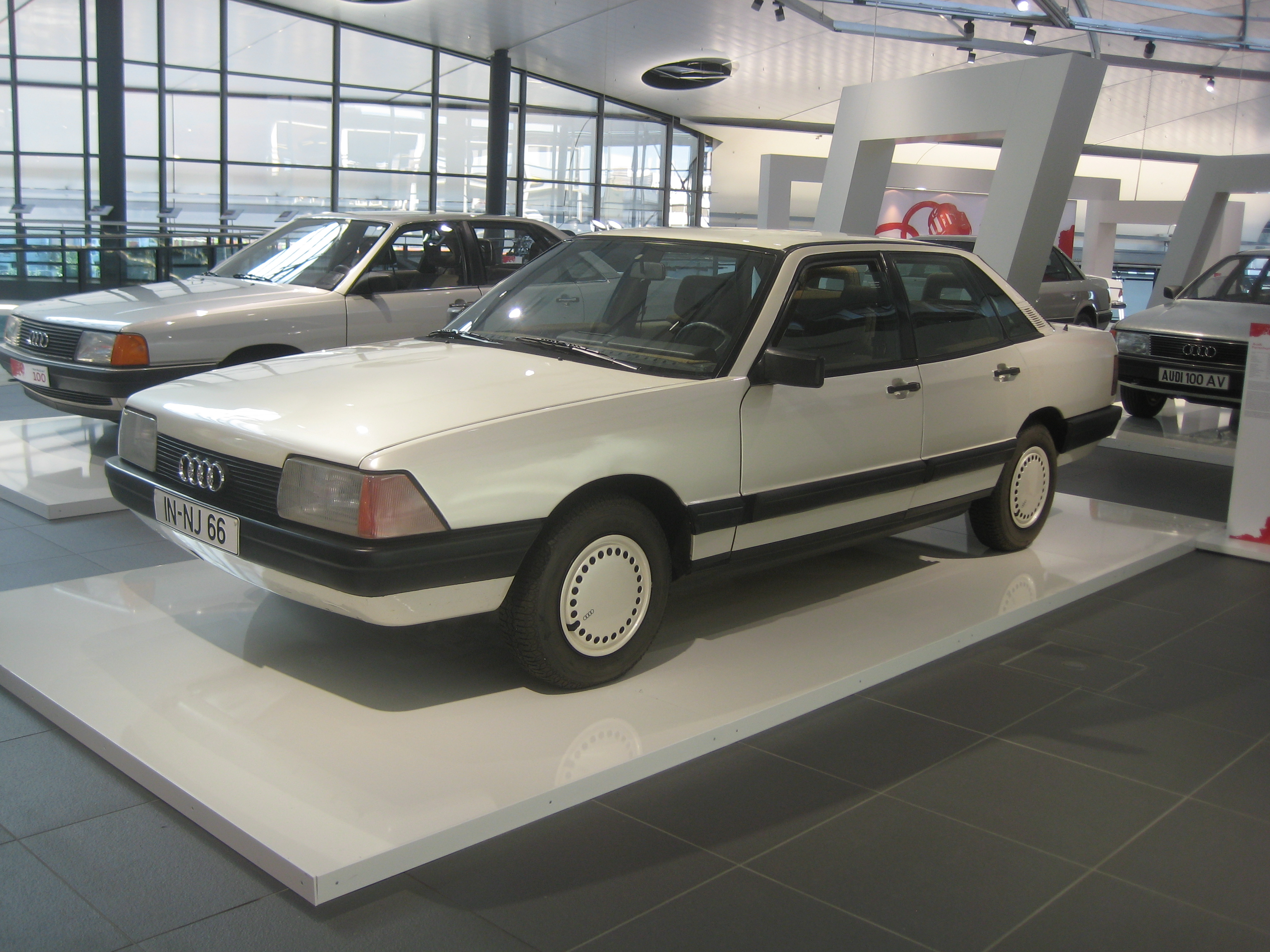
La Audi Forschungsauto

Nel 1978 il governo della Germania Occidentale stanziò dei fondi per l'industria automobilistica tedesca: i costruttori erano invitati in cambio a proporre uno studio di vettura che coniugasse prestazioni, economia di esercizio, abitabilità, sicurezza e commerciabilità. A tale attività parteciparono anche la Mercedes-Benz, la Opel, la Ford e la Volkswagen, oltre che la stessa Audi. Il risultato del lavoro dei progettisti Audi fu presentato al Salone di Francoforte del 1981 con il nome di Audi-Forschungsauto (in tedesco: Auto sperimentale Audi), un prototipo che condensava i risultati degli sforzi profusi dal reparto ricerca e sviluppo della Casa di Ingolstadt durante la seconda metà degli anni '70 allo scopo di trovare soluzioni efficaci per ridurre i costi di gestione e di utilizzo dell'automobile. La Forschungsauto proponeva innanzitutto una carrozzeria che preannunciava i temi stilistici della terza generazione dell'Audi 100. Ma i veri contenuti di questo prototipo sperimentale stavano altrove: rimanendo ad esaminare la carrozzeria, il prototipo mostrava le soluzioni per ottimizzare l'aerodinamica individuate della squadra di designer diretta da Martin Smith (responsabile dello stile e degli interni Audi già dal 1977); forme levigate e dettagli innovativi limitarono il coefficiente di penetrazione aerodinamica (Cx) ad appena 0,30. Si trattava del miglior risultato mai ottenuto da un'automobile fino a quel momento e che venne ripreso quasi senza penalizzazioni sulla vettura di serie. Un altro aspetto importante nella realizzazione della Forschungsauto fu l'ampio utilizzo di alluminio e di materiali compositi per molti pannelli carrozzeria e per altri componenti. Come risultato si ottenne una massa a vuoto di appena 1.179 kg, molto ridotto per questo genere di vettura. La Forschungsauto era inoltre equipaggiata con un motore da 1.6 litri, sovralimentato, in grado di raggiungere 110 CV di potenza massima, grazie al quale si superavano i 180 km/h di velocità massima, si scattava da 0 a 100 km/h in 12 secondi, ma soprattutto si riducevano i consumi ad appena 5 litri ogni 100 km ad una velocità costante di 90 km/h. Fu proprio quest'ultimo dato uno dei contenuti salienti della Forschungsauto in un periodo ulteriormente sensibilizzato dalla seconda crisi energetica, avutasi nel 1979.
La presentazione della Forschungsauto ebbe come obiettivo anche quello di abituare il pubblico alle nuove forme previste per la futura Audi 100, assai più moderne che non quelle della 100 C2. Nel frattempo, infatti, il progetto Typ 44 stava andando avanti, anzi, era già a buon punto, con i designer impegnati alla rifinitura di una carrozzeria che doveva mantenere quanto promesso dal prototipo Forschungsauto.
La vettura definitiva fu lanciata il 23 agosto 1982.
Come già nel caso della precedente generazione, la produzione venne ripartita fra l'ex-stabilimento Auto Union-DKW di Ingolstadt e l'ex-stabilimento NSU di Neckarsulm. Mentre nel primo venne costruito ex-novo un nuovo reparto verniciatura, a Neckarsulm venne ampliato e modernizzato quello già esistente.
Al debutto la nuova Audi 100 era disponibile in quattro livelli di allestimento: base, CC, CD (ossia il livello di punta) e CS, un allestimento sportiveggiante previsto solo per alcuni mercati.
Parallelamente al lancio commerciale in Europa avvenne anche quello negli USA, dove la vettura venne commercializzata nuovamente con la denominazione di Audi 5000.

#### Design esterno ed interno
Ciò che scaturì dal lavoro e dalle matite dei designer Audi incaricati di lavorare al progetto Typ 44 fu un'auto dal design di rottura rispetto alla precedente generazione dell'Audi 100. Il tutto era studiato in funzione dell'ottimizzazione aerodinamica, sempre commisurata allo stile di quegli anni, per cui l'impostazione generale del corpo vettura rimase sempre quello classico a tre volumi e a quattro porte. Saltavano all'occhio la linea più cuneiforme, con la coda più alta e squadrata, le superfici bombate della fiancata e del tetto, il frontale inclinato, il cofano motore leggermente spiovente, l'andamento di quest'ultimo che proseguiva lungo la linea di cintura, il parabrezza fortemente inclinato e i copricerchi lisci a bassa resistenza aerodinamica. Ma i contenuti proposti dalla 100 C3 erano anche altri e più nascosti: uno di questi erano le superfici vetrate laterali, a filo con la carrozzeria, il gran numero di carenature in plastica, su paraurti e fiancate, su retrovisori esterni, tergicristalli e sottoporta, l'eliminazione dei gocciolatoi sul tetto. Grazie a questi e a numerosi altri accorgimenti, rispetto ai prototipi non ancora marcianti si riuscì a mantenere inalterato il Cx della vettura, quindi sempre pari a 0,30. Ciò fece della 100 C2 la berlina più aerodinamica al mondo di quegli anni, anche se valse solo per la versione di base della gamma, mentre nelle versioni superiori il Cx saliva ad un valore, comunque apprezzabile, di 0,32. Si trattava di un miglioramento di notevole rilievo, ancor più se confrontato con il Cx di 0,42 della 100 C2, valore quest'ultimo che rappresentava anche il Cx medio delle berline prodotte in quei primissimi anni '80. L'ottimo coefficiente aerodinamico consentì fra l'altro minori frusci del vento durante la marcia, ma soprattutto una riduzione dei consumi stimata dalla Casa di Ingolstadt intorno al 18% a velocità costante di 120 km/h.

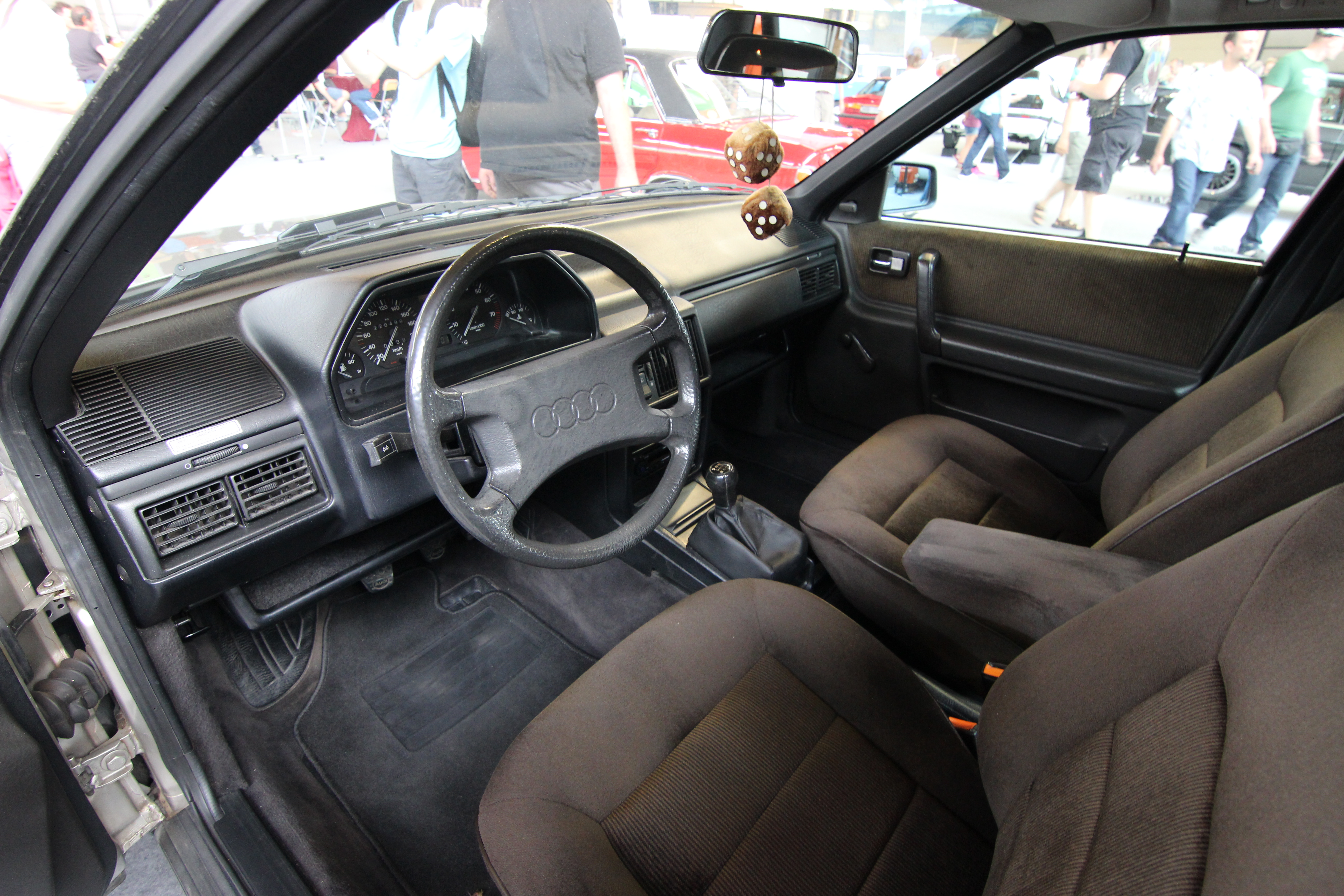
Il posto guida

L'abitacolo della terza generazione dell'Audi 100 era più spazioso rispetto a quello della precedente: merito di un corpo vettura più grande (oltre 11 cm in lunghezza e quasi 5 in larghezza), mentre il passo era rimasto invariato. Le maggiori dimensioni erano state destinate in gran parte a riprogettare l'abitacolo stesso per offrire una maggior abitabilità e quindi un maggior comfort. Anche in questo caso gli sforzi dei designer furono premiati, in quanto la 100 C3 risultò la berlina dall'abitabilità maggiore nella sua fascia di mercato, sia davanti che dietro. Ciò valeva anche per lo spazio in altezza: l'eliminazione dei gocciolatoi permise infatti di ridurre gli ingombri della struttura del tetto stesso, ricavando così più spazio per gli occupanti di maggior statura; per accentuare tale caratteristica, i sedili furono posti leggermente più in basso. Un fatto che poteva creare problemi a conducenti di statura più bassa, ma era comunque disponibile (a richiesta o di serie, a seconda degli allestimenti) la regolazione in altezza del sedile. Il gruppo plancia-cruscotto, rivestito in poliuretano morbido, era caratterizzato da un design moderno e razionale, ma dall'aspetto sobrio che faceva da contraltare all'innovativo design esterno del corpo vettura. Il cruscotto era dotato di un piccolo schermo che forniva indicazioni su eventuali avarie o scarsi livelli dei liquidi (olio, acqua, liquido freni) e della batteria. Quanto al bagagliaio, esso offriva una capacità di 550 litri, tra le più alte del suo segmento.

#### Struttura, meccanica e motori

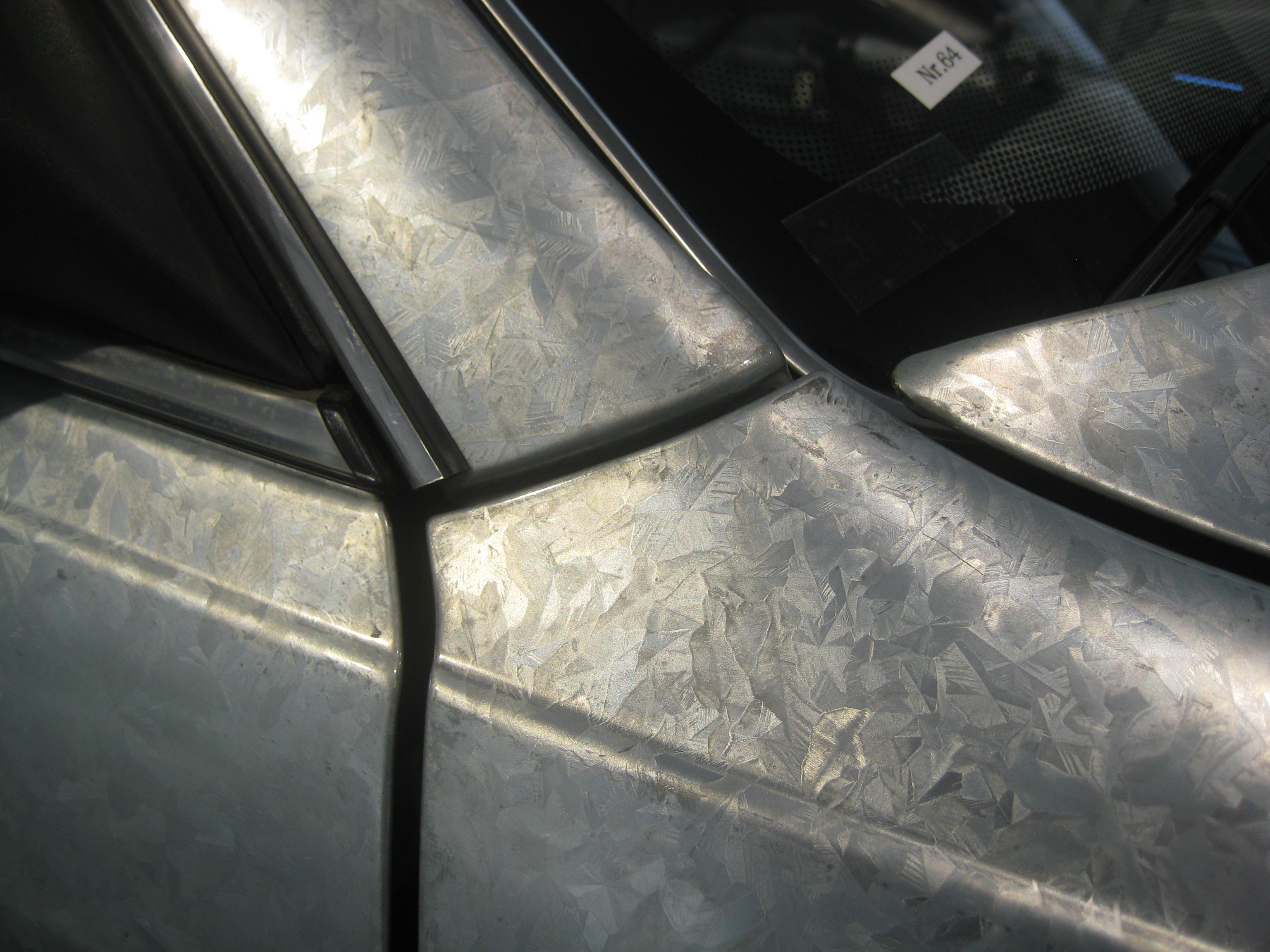
La scocca della 100 C3 era in acciaio zincato

Nella progettazione della struttura di base dell'Audi 100 C3 si diede grande importanza al contenimento dei pesi, un concetto che oggigiorno è diventato fondamentale ed imprescindibile nella progettazione di un'auto, ma che all'epoca stava solo cominciando a manifestare la sua grande rilevanza. La scocca portante di base in acciaio fu così rivestita con pannelli in lamiera sottile, con ulteriori componenti in alluminio e carenature in plastica. I pannelli in lamiera e la scocca furono quasi totalmente zincati per prevenire la ruggine (alcuni lamierati furono zincati solo su un lato). Non solo: vennero utilizzati un lunotto e dei vetri laterali più sottili, un ruotino di scorta (più piccolo e leggero rispetto alla ruota di scorta normale, sebbene esso non fu gradito da molti proprietari che preferirono la ruota di scorta normale, disponibile a richiesta), gli attacchi del paraurti anteriore in alluminio e di quello posteriore in fibra di vetro e il cric per il sollevamento della vettura in alluminio. In totale, questi soli accorgimenti permisero un risparmio di circa 25 kg e se vi si aggiungono i già citati pannelli in alluminio, si arriva a risparmi ben superiori. Come risultato, a fronte della maggiori dimensioni, la 100 C3 riuscì nel peggiore dei casi a mantenere invariato il proprio peso rispetto alle 100 C2 di motorizzazione analoga. Ma in alcuni altri casi si arrivava ad un alleggerimento compreso fra i 30 e i 50 kg.
La meccanica della 100 di terza generazione manteneva un'impostazione classica, anche questa in controtendenza rispetto alle innovazioni proposte sul piano del design. Lo schema meccanico generale era a motore longitudinale, ma sempre di tipo "tutto avanti". L'avantreno confermò la soluzione di tipo MacPherson con braccio a terra negativo, mentre il retrotreno rimase ancora ad assale rigido a torsione con barra Panhard. Su entrambi gli assi erano poi presenti ammortizzatori idraulici telescopici e molle elicoidali. Su quasi tutta la gamma l'impianto frenante era di tipo misto, cioè con dischi all'avantreno e tamburi al retrotreno. Solo le versioni di punta montavano dischi anche al retrotreno. Lo sterzo era invece a cremagliera.
Al suo debutto, la 100 C3 era disponibile in quattro motorizzazioni, di cui tre a benzina ed una a gasolio, tutte con architettura a 5 cilindri, tranne quella di base che era ancora a 4 cilindri:
- 100 1800: motore EA827 da 1781 cm³ con potenza massima di 75 CV. È l'unica novità nella gamma motori della nuova Audi 100 rispetto alla gamma motori del precedente modello. Questa motorizzazione di base andò a sostituire il precedente 1.6, rispetto al quale vennero però tagliati una decina di CV, a favore invece dell'erogazione di coppia ai bassi regimi;
- 100 1900: motore EA828 da 1921 cm³ con potenza massima di 100 CV;
- 100 2200: motore EA828 da 2144 cm³ con potenza massima di 136 CV;
- 100 2000 Diesel: motore CN da 1986 cm³ con potenza massima di 70 CV.

Due le varianti di trasmissione disponibili: la versione di base era prevista con un cambio manuale a 4 marce, mentre le altre versioni erano abbinate ad un cambio manuale a 4 marce più una quinta marcia molto lunga per consentire un più consistente risparmio di carburante.

### Evoluzione

#### I primi anni

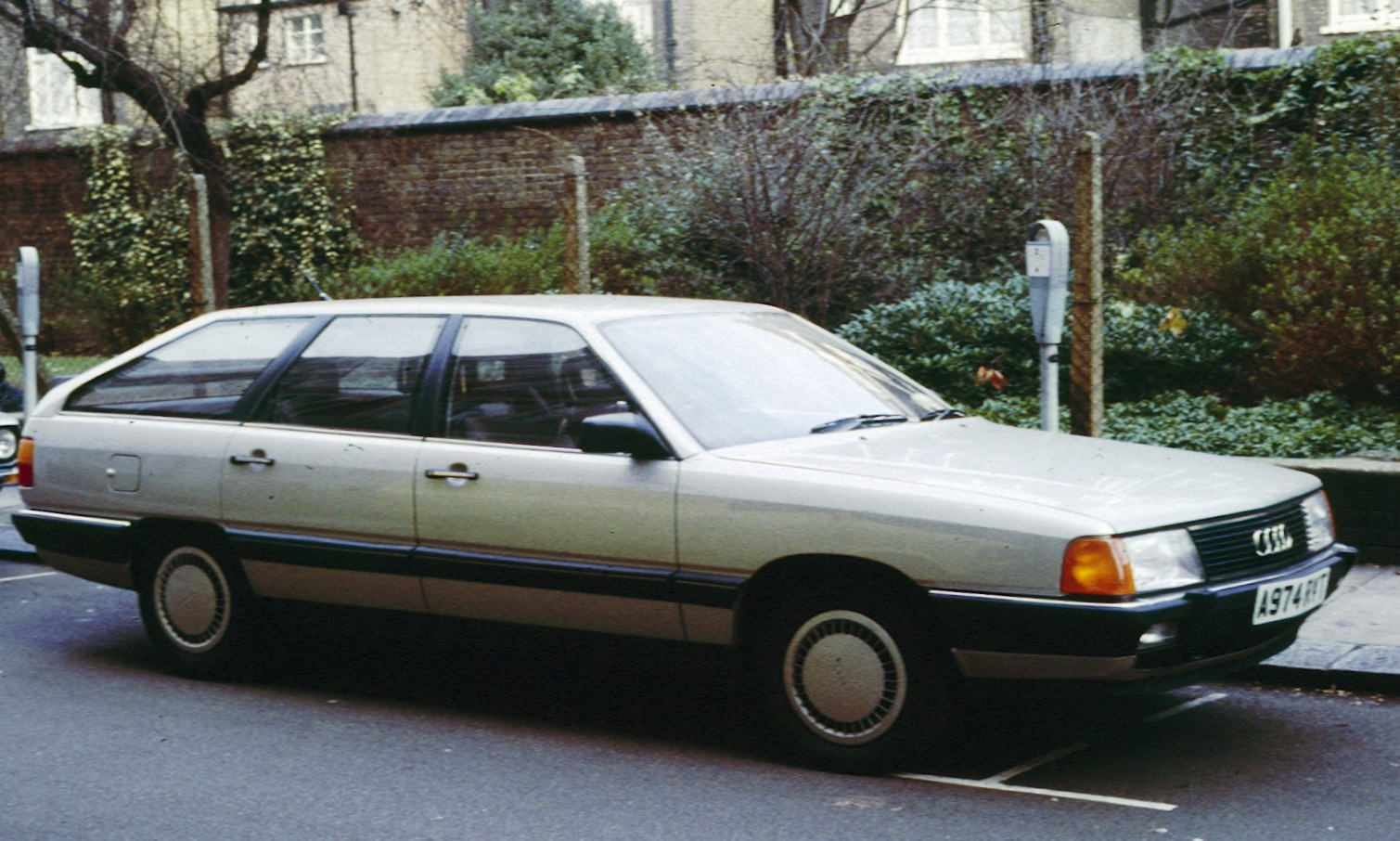
Una Audi 100 Avant del 1983, le prime Avant di terza generazione

All'inizio del 1983 la vettura conquistò l'ambito premio di Auto dell'anno, un riconoscimento assai significativo per una vettura che la Casa dei quattro anelli vedeva come un passo decisivo per stabilirsi come marchio concorrente nel segmento trasversale delle vetture di prestigio. In questo senso, la terza generazione dell'Audi 100 andava a competere in maniera più diretta con vetture del calibro di Mercedes-Benz W123 (successivamente W124), BMW Serie 5 E28, nonché le svedesi Volvo Serie 700 o Saab.
Nel mese di marzo, a Port Grimaud (Costa Azzurra, Francia) venne presentata alla stampa la nuova 100 Avant. Nonostante la denominazione identica alla versione fastback con portellone su base C2, si trattava in realtà di un modello completamente inedito, una vera e propria station wagon, anche se conservava alcune caratteristiche particolari come i montanti posteriori (e di conseguenza anche il lunotto) assai inclinati, che sembravano volerla legare alla precedente Avant. L'intenzione di mantenerne lo stesso spirito dinamico ed esclusivo si rivelava anche nella particolare forma del lunotto della nuova Avant, assai ampio e dal profilo ad angolo, diviso in due parti da un piccolo spoiler in materiale plastico scuro. La coda ridisegnata in funzione di una maggior capacità di carico dava spazio a 644 litri, ampliabili a 2.025 litri abbattendo il divano posteriore. Al suo debutto la nuova Audi 100 Avant venne proposta in tutte le motorizzazioni previste per la berlina, tranne il 1.9 da 100 CV, per il quale la Casa di Ingolstadt aveva previsto un prematuro pensionamento e aveva quindi ritenuto inopportuno inserirlo nella gamma della giardinetta per pochi mesi appena.
Capostipite di una fortunata discendenza di giardinette con il marchio dei quattro anelli, la 100 Avant lanciata nel 1983 è generalmente considerata la prima Audi con carrozzeria station wagon, anche se in realtà fu preceduta nel 1975 dalla versione station wagon della 80/Fox, una versione rimarchiata e con frontale della Audi 80 della coeva Passat familiare, proposta però solamente in alcuni mercati, tra cui il Nord America, il Regno Unito e il Sudafrica.
Nel frattempo, a giugno venne introdotta la seconda generazione dell'Audi 200, nuovamente basata su scocca e meccanica della 100 C3, ma proposta con motorizzazioni più potenti ed allestimenti più completi.

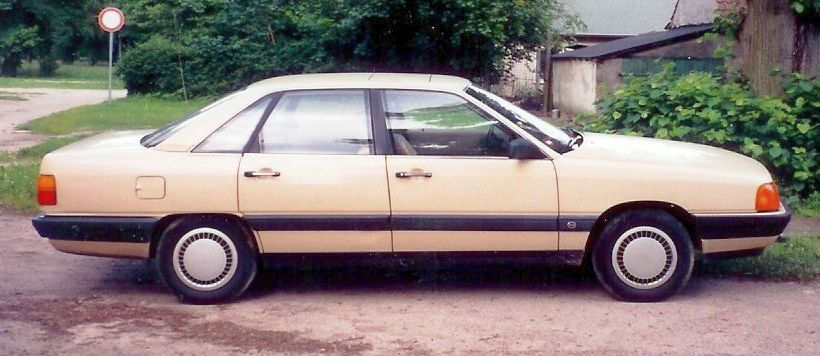
Vista laterale di una 100 C3

Nell'agosto del 1983, assieme al lancio commerciale della Avant, la gamma fu ulteriormente arricchita con l'arrivo di una nuova variante a gasolio, stavolta sovralimentata mediante turbocompressore KKK, con una potenza massima salita fino ad 87 CV. Inoltre giunse il preannuciato pensionamento del motore 1.9 da 100 CV; inizialmente venne sostituito solo da un'ulteriore versione del 1.8 di base, potenziata a 90 CV. Si creò così un "buco" nella gamma, fra la versione da 90 CV e quella da 136 CV. Tale lacuna fu colmata quasi un anno dopo, nell'agosto del 1984, quando arrivò un 2 litri a benzina, alimentato ad iniezione, con potenza massima di 115 CV. Si trattava di un motore già utilizzato dall'anno prima sotto il cofano delle contemporanee Audi 80 e Coupé. Il mese successivo vi furono altre novità, ancora più significative: in primis vi fu l'introduzione dell'Audi 100 quattro, che trasfuse sulla berlina e sulla Avant la trazione integrale già sperimentata con grande successo nell'Audi Quattro, che grandissimi risultati ottenne anche nelle competizioni. Le versioni a quattro ruote motrici richiesero una parziale riprogettazione del corpo vettura, la cui zona sottoscocca dovette essere ridisegnata per fare spazio all'albero di trasmissione, al differenziale centrale e a quello posteriore. Anche le sospensioni posteriori dovettero subire una totale rivoluzione, con le versioni quattro che ricevettero un retrotreno a ruote indipendenti con quadrilateri, una nuova soluzione differente anche rispetto al MacPherson dell'Audi Quattro. La trazione integrale fu disponibile in abbinamento al motore 1.8 da 90 CV ed alla nuova unità da 2.2 litri e da 138 CV. Quest'ultima fu l'altra grossa novità introdotta nel novembre del 1984 e si ottenne rialesando il vecchio motore da 2.1 litri (il diametro dei cilindri passò da 79,5 ad 81 mm). In questo modo la cilindrata salì a 2226 cm³, mentre la potenza salì a 138 CV. Tale aggiornamento fu sviluppato con l'obiettivo di ridurre i consumi rispetto al motore uscente da 2.1 litri.
Al Salone di Francoforte del 1985 la 100 venne presentata con l'aggiornamento della carrozzeria completamente zincata: anche quelle parti di lamiera inizialmente non sottoposte a zincatura venivano adesso incluse nel trattamento, facendo della C3 la prima vettura di grande serie al mondo ad annoverare tale caratteristica. In tale occasione vennero apportate migliorie di dettaglio ai motori: candele dalla durata maggiore e in quasi tutta la gamma (tranne il 1.8 da 75 CV) vennero introdotte punterie idrauliche per il recupero automatico del gioco valvole. In più, vi fu il lancio di una versione inedita, la 100 Quattro CS con marmitta catalitica e motore da 2.2 litri depotenziato a 120 CV. Nel marzo del 1986 vi fu invece l'arrivo di una nuova versione di punta, la 100 Turbo, equipaggiata con un motore introdotto già l'anno prima sotto il cofano della più raffinata 200 e che consisteva nella consueta unità da 2.2 litri, ma sovralimentata mediante turbocompressore e con potenza di 165 CV. La 100 Turbo fu disponibile sia come berlina che come station wagon e sia a trazione anteriore che integrale. Nello stesso anno, il 2.0 ad iniezione fu reso disponibile anche con marmitta catalitica e potenza massima lievemente ridotta (113 CV).

#### Il restyling e gli ultimi anni di carriera commerciale

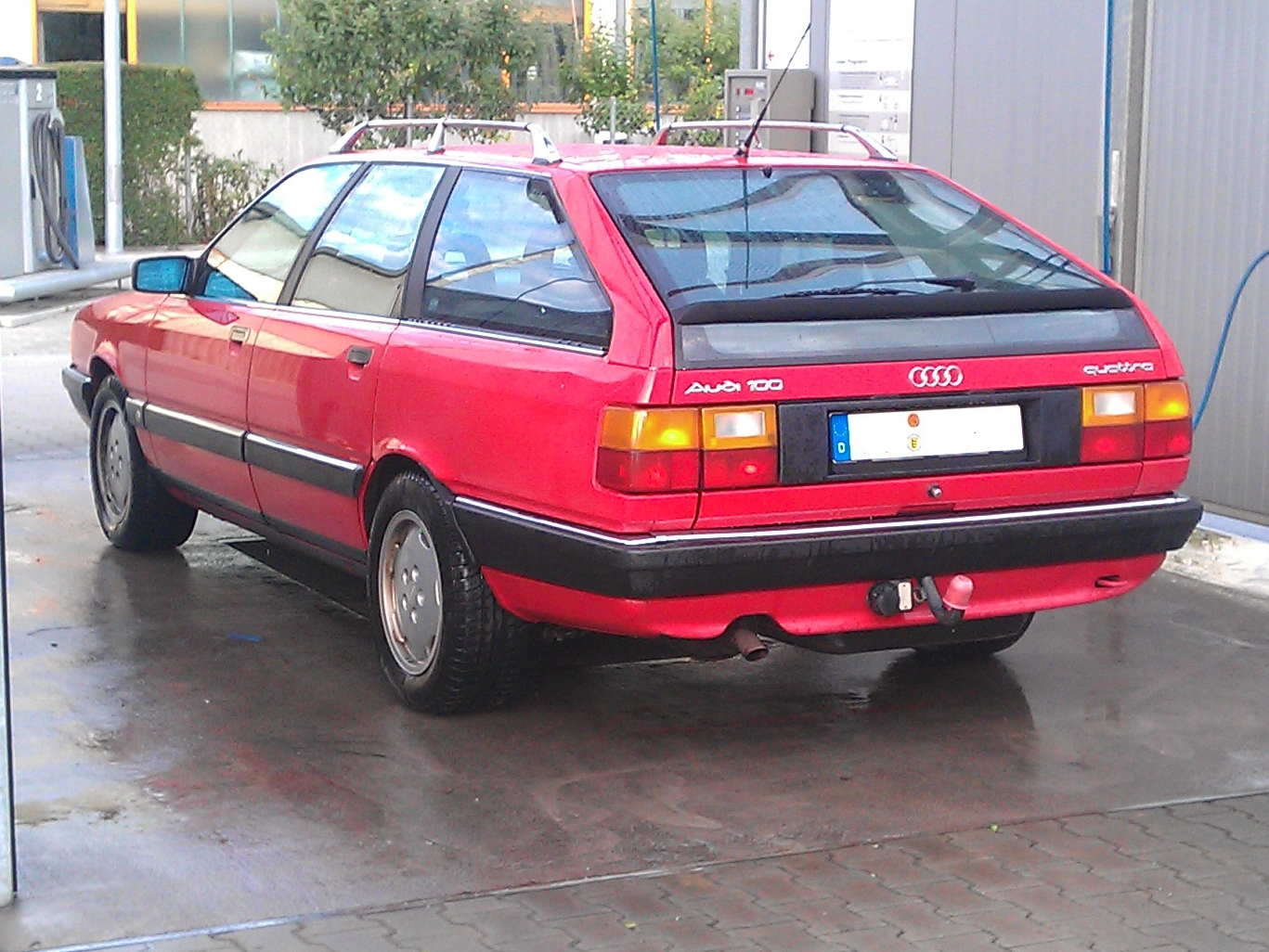
Un'Audi 100 Avant Quattro dopo l'aggiornamento di fine 1987, con lo stemma della Casa che compare anche in coda

Al Salone di Francoforte del 1987 venne presentata l'Audi 100 sottoposta all'aggiornamento di metà carriera, un aggiornamento per la verità poco percettibile e riscontrabile esternamente solo in alcuni particolari, come ad esempio lo stemma dei quattro anelli ora riportato anche in coda, sopra il vano portatarga, oppure le nuove maniglie porta a filo carrozzeria. Decisamente più evidenti le novità all'interno dell'abitacolo, dove vennero introdotti nuovi rivestimenti per i pannelli porta e per i sedili, nonché una nuova plancia completamente ridisegnata ed un nuovo quadro strumenti in cui tachimetro e contagiri vennero invertiti di posizione. Gli allestimenti vennero arricchiti e venne adottato per la prima volta il sistema di sicurezza procon-ten (in caso di impatto frontale, mentre l'attacco della cintura si ritira per trattenere più efficacemente i passeggeri anteriori contro lo schienale, il piantone dello sterzo si ritira verso il vano motore in maniera tale da limitare l'impatto contro il torace del conducente) e a richiesta per la prima volta l'airbag, disponibile però solo per il conducente. Sul piano tecnico, le versioni a trazione integrale ricevettero l'ABS di serie, mentre per quanto riguarda i motori queste furono le novità: il 1.8 di base da 75 CV venne tolto di listino, mentre il 2.2 aspirato da 138 CV venne ulteriormente rialesato e la sua cilindrata crebbe quindi fino a 2309 cm³, con la potenza massima che scese invece a 136 CV, in quanto il nuovo motore era provvisto di catalizzatore. Infine, il 2 litri catalizzato risalì da 113 a 115 CV. Invariata, almeno per i primi mesi dopo l'aggiornamento, la gamma diesel, che rimase ancora regolarmente a listino. Altri aggiornamenti tecnici riguardarono il cambio a 5 marce, ora di serie su tutta la gamma. Infine, le versioni quattro videro l'arrivo di un nuovo differenziale centrale autobloccante Torsen. Tutti questi aggiornamenti entrarono in listino e furono effettivamente commercializzati tra il gennaio e il marzo 1988. Pochi mesi dopo questo aggiornamento, l'intera gamma in Germania divenne ad iniezione, visto che anche la motorizzazione di ingresso, a quel punto il 1.8 da 90 CV (nel frattempo sceso ad 88 CV per via della presenza del catalizzatore) rinunciò al carburatore.
Nell'estate del 1988 vi fu un importante aggiornamento per l'Audi 100 Turbo Diesel, che vide la potenza massima salire fino a 100 CV grazie all'adozione di un intercooler.
Nel 1989, l'Audi 100 ebbe modo di beneficiare ancora di altre migliorie di dettaglio, come ad esempio l'offerta del retrovisore esterno destro nel corredo di serie di tutta la gamma (fino a quel momento era di serie o opzionale a seconda dell'allestimento) e l'arrivo delle maniglie di sostegno interne sotto il cielo dell'abitacolo. Ma nello stesso anno, vi furono anche interessanti sviluppi sul fronte dei motori diesel: prima di tutto il 2.0 litri diesel aspirato fu sostituito da un 2.4, anch'esso aspirato, ma con potenza massima salita ad 82 CV. A settembre, la 53ª edizione del Salone di Francoforte fece da cornice alla presentazione del nuovo motore diesel previsto per l'Audi 100: venne infatti pensionato il vecchio turbodiesel da 100 CV con precamera, in favore di un nuovo motore turbodiesel da 2.5 litri ad iniezione diretta da 120 CV. Nacque così l'Audi 100 2.5 TDI, la prima Audi a fregiarsi della sigla che da lì in poi avrebbe identificato le vetture dell'intero gruppo Volkswagen equipaggiate con un motore sovralimentato ad iniezione diretta di gasolio. Questa vettura venne immessa nel listino Audi solo a partire dal gennaio del 1990.
A quel punto, però, l'interesse verso questo modello stava progressivamente scemando per l'anzianità della generazione in commercio, ormai giunta al suo ottavo anno di età, unitamente all'arrivo di concorrenti di progetto più recente, come ad esempio la BMW Serie 5 E34 (nata solo due anni prima). Negli ultimi mesi di carriera vi furono solo aggiornamenti di dettaglio. Dal punto di vista motoristico, l'unico aggiornamento fu il leggero depotenziamento del 2.3 a benzina, sceso da 136 a 133 CV.
Nel maggio del 1990 cessò la produzione della berlina, mentre la versione Avant continuò a rimanere in listino per altri sei mesi. Nel novembre dello stesso anno, anche quest'ultima uscì definitivamente di produzione.

### Tabella riepilogativa
Di seguito vengono riepilogate le versioni previste per la gamma dell'Audi 100 C3 nel corso della sua carriera commerciale e le relative caratteristiche. L'elenco e i prezzi riportati si riferiscono al livello di allestimento più economico fra quelli previsti per ogni versione e in specifico al mercato tedesco:
| Audi 100 C3 (1982-90) |               |             |            |                                                                                           |                |                |           |                                 |                     |                    |              |                     |                    |                    |                               |
| Modello | Carrozzeria   | Motore      | Cilindrata | Alimentazione                                                                             | Potenza CV/rpm | Coppia Nm/rpm  | Trazione  | Cambio/ N°rapporti              | Freni/ (ant./post.) | Massa a vuoto (kg) | Velocità max | Acceler. 0–100 km/h | Consumo (l/100 km) | Anni di produzione | Prezzo al debutto (in marchi) |
| Versioni a benzina |               |             |            |                                                                                           |                |                |           |                                 |                     |                    |              |                     |                    |                    |                               |
| 100 1.8 (75 CV) | Berlina       | EA827 (DR)  | 1781       | Carburatore invertito                                                                     | 75/46001       | 135/25001      | Anteriore | Manuale 4 marce                 | Dischi/ Tamburi     | 1.080              | 165          | 14"9                | 7,5                | 08/1982-12/1987    | 21.600                        |
| 100 1.8 (75 CV) | Station wagon | EA827 (DR)  | 1781       | Carburatore invertito                                                                     | 75/46001       | 135/25001      | Anteriore | Manuale 4 marce                 | Dischi/ Tamburi     | 1.130              | 163          | 15"7                | 7,8                | 08/1983-12/1987    | 24.590                        |
| 100 1.8 Kat | Berlina       | EA827 (SH)  | 1781       | Carburatore invertito                                                                     | 88/5200        | 146/3300       | Anteriore | Manuale 4 marce2                | Dischi/ Tamburi     | 1.090              | 175          | 12"2                | 7,7                | 08-1986-07/1988    | 28.465                        |
| 100 1.8 Kat | Station wagon | EA827 (SH)  | 1781       | Carburatore invertito                                                                     | 88/5200        | 146/3300       | Anteriore | Manuale 4 marce2                | Dischi/ Tamburi     | 1.130              | 173          | 13"                 | 8                  | 08/1986-07/1988    | 30.750                        |
| 100 1.8 quattro Kat | Berlina       | EA827 (SH)  | 1781       | Carburatore invertito                                                                     | 88/5200        | 146/3300       | Integrale | Manuale 5 marce                 | Dischi/Dischi       | 1.200              | 175          | 13"1                | 8,7                | 08/1986-03/1988    | 34.450                        |
| 100 1.8 quattro Kat | Station wagon | EA827 (SH)  | 1781       | Carburatore invertito                                                                     | 88/5200        | 146/3300       | Integrale | Manuale 5 marce                 | Dischi/Dischi       | 1.240              | 173          | 13"6                | 9                  | 08/1986-03/1988    | 37.080                        |
| 100 1.8 (90 CV) | Berlina       | EA827 (DS)  | 1781       | Carburatore invertito                                                                     | 90/5200        | 145/3300       | Anteriore | Manuale 4 marce                 | Dischi/Tamburi      | 1.090              | 176          | 12"                 | 7,2                | 08/1983-06/1986    | 24.650                        |
| 100 1.8 (90 CV) | Station wagon | EA827 (DS)  | 1781       | Carburatore invertito                                                                     | 90/5200        | 145/3300       | Anteriore | Manuale 4 marce                 | Dischi/Tamburi      | 1.140              | 174          | 12"8                | 7,5                | 08/1983-06/1986    | 27.375                        |
| 100 1.8 quattro | Berlina       | EA827 (NP)  | 1781       | Carburatore invertito                                                                     | 90/5200        | 150/3300       | Integrale | Manuale 5 marce                 | Dischi/Dischi       | 1.200              | 176          | 12"9                | 8,9                | 10/1984-03/1988    | 33.600                        |
| 100 1.8 quattro | Station wagon | EA827 (NP)  | 1781       | Carburatore invertito                                                                     | 90/5200        | 150/3300       | Integrale | Manuale 5 marce                 | Dischi/Dischi       | 1.240              | 174          | 13"4                | 9,1                | 10/1984-03/1988    | 36.230                        |
| 100 1.8 E Kat | Berlina       | EA827 (PH)  | 1781       | Iniezione meccanica Bosch K-Jetronic                                                      | 90/55003       | 137/32503      | Anteriore | Manuale 4 marce                 | Dischi/Tamburi      | 1.110              | 176          | 12"                 | 8,4                | 04/1985-03/1988    | 29.390                        |
| 100 1.8 E Kat | Berlina       | EA827 (4B)  | 1781       | Iniezione elettronica Mono-Motronic                                                       | 90/55004       | 142/32504      | Anteriore | Manuale 5 marce                 | Dischi/Tamburi      | 1.110              | 176          | 12"                 | 8,1                | 03/1988-05/1990    | 30.975                        |
| 100 1.8 E Kat | Station wagon | EA827 (PH)  | 1781       | Iniez. mecc. Bosch K-Jetronic                                                             | 90/55003       | 137/32503      | Anteriore | Manuale 4 marce                 | Dischi/Tamburi      | 1.150              | 174          | 12"8                | 8,7                | 04/1985-03/1988    | 32.020                        |
| 100 1.8 E Kat | Station wagon | EA827 (4B)  | 1781       | Iniez. el. Mono-Motronic                                                                  | 90/55004       | 142/32504      | Anteriore | Manuale 5 marce                 | Dischi/Tamburi      | 1.150              | 174          | 12"8                | 8,4                | 03/1988-11/1990    | 33.780                        |
| 100 1.8 E quattro Kat | Berlina       | EA827 (PH)  | 1781       | Iniez. mecc. Bosch K-Jetronic                                                             | 90/55003       | 137/32503      | Integrale | Manuale 5 marce                 | Dischi/Dischi       | 1.240              | 176          | 12"9                | 9                  | 04/1985-03/1988    | 35.615                        |
| 100 1.8 E quattro Kat | Berlina       | EA827 (4B)  | 1781       | Iniez. el. Mono-Motronic                                                                  | 90/55004       | 145/3250       | Integrale | Manuale 5 marce                 | Dischi/Dischi       | 1.240              | 176          | 12"9                | 8,8                | 03/1988-05/1990    | 42.250                        |
| 100 1.8 E quattro Kat | Station wagon | EA827 (PH)  | 1781       | Iniez. mecc. Bosch K-Jetronic                                                             | 90/55003       | 137/32503      | Integrale | Manuale 5 marce                 | Dischi/Dischi       | 1.280              | 174          | 13"4                | 9,3                | 04/1985-03/1988    | 38.245                        |
| 100 1.8 E quattro Kat | Station wagon | EA827 (4B)  | 1781       | Iniez. el. Mono-Motronic                                                                  | 90/55004       | 145/3250       | Integrale | Manuale 5 marce                 | Dischi/Dischi       | 1.280              | 174          | 13"4                | 9                  | 03/1988-11/1990    | 45.055                        |
| 100 1.9 | Berlina       | EA828 (WH)  | 1921       | Carburatore invertito Pierburg 2B2                                                        | 100/5600       | 150/3200       | Anteriore | Manuale 4 marce + 5ª di riposo  | Dischi/Tamburi      | 1.145              | 176          | 12"2                | 7,7                | 08/1982-07/1984    | 25.845                        |
| 100 2.0 | Berlina       | EA828 (KP)  | 1994       | Iniezione meccanica Bosch K-Jetronic                                                      | 115/5200       | 170/3000       | Anteriore | Manuale 5 marce                 | Dischi/Tamburi      | 1.250              | 190          | 10"7                | 8,9                | 08/1984-03/1988    | 31.055                        |
| 100 2.0 | Station wagon | EA828 (KP)  | 1994       | Iniezione meccanica Bosch K-Jetronic                                                      | 115/5200       | 170/3000       | Anteriore | Manuale 5 marce                 | Dischi/Tamburi      | 1.290              | 188          | 11"2                | 9,2                | 08/1984-03/1988    | 33.685                        |
| 100 2.0 Kat | Berlina       | EA828 (SL)  | 1994       | Iniezione meccanica Bosch K-Jetronic                                                      | 113/5200       | 165/3000       | Anteriore | Manuale 5 marce                 | Dischi/Tamburi      | 1.250              | 188          | 10"9                | 9,3                | 06/1986-03/1988    | 32.330                        |
| 100 2.0 Kat | Station wagon | EA828 (SL)  | 1994       | Iniezione meccanica Bosch K-Jetronic                                                      | 113/5200       | 165/3000       | Anteriore | Manuale 5 marce                 | Dischi/Tamburi      | 1.290              | 186          | 11"4                | 9,6                | 06/1986-03/1988    | 34.960                        |
| 100 2.0 E | Berlina       | EA828 (RT)  | 1994       | Iniezione meccanica a controllo elettronico Bosch KE-Jetronic                             | 115/5400       | 172/4000       | Anteriore | Manuale 5 marce                 | Dischi/Tamburi      | 1.250              | 190          | 10"7                | 8,9                | 03/1988-05/1990    | 35.260                        |
| 100 2.0 E | Station wagon | EA828 (RT)  | 1994       | Iniezione meccanica a controllo elettronico Bosch KE-Jetronic                             | 115/5400       | 172/4000       | Anteriore | Manuale 5 marce                 | Dischi/Tamburi      | 1.290              | 188          | 10"9                | 9,1                | 03/1988-11/1990    | 38.065                        |
| 100 2.1 | Berlina       | EA828 (WC)  | 2144       | Iniezione meccanica K-Jetronic                                                            | 136/5700       | 176/4800       | Anteriore | Manuale 4 marce + 5ª di riposo5 | Dischi/Dischi       | 1.210              | 200          | 10"3                | 8,5                | 08/1982-07/1984    | 28.600                        |
| 100 2.1 | Station wagon | EA828 (WC)  | 2144       | Iniezione meccanica K-Jetronic                                                            | 136/5700       | 176/4800       | Anteriore | Manuale 4 marce + 5ª di riposo5 | Dischi/Dischi       | 1.260              | 196          | 10"8                | 8,7                | 08/1983-07/1984    | 30.995                        |
| 100 2.2 Kat | Berlina       | EA828 (KZ)  | 2226       | Iniezione meccanica K-Jetronic                                                            | 115/5500       | 162/2500       | Anteriore | Manuale 5 marce                 | Dischi/Dischi       | 1.250              | 190          | 11"                 | 9,8                | 10/1984-03/1988    | 33.515                        |
| 100 2.2 Kat | Station wagon | EA828 (KZ)  | 2226       | Iniezione meccanica K-Jetronic                                                            | 115/5500       | 162/2500       | Anteriore | Manuale 5 marce                 | Dischi/Dischi       | 1.290              | 187          | 11"5                | 10,3               | 10/1984-03/1988    | 36.145                        |
| 100 2.2 Kat | Berlina       | EA828 (HX)  | 2226       | Iniezione meccanica K-Jetronic                                                            | 138/5700       | 184/3500       | Anteriore | Manuale 5 marce                 | Dischi/Dischi       | 1.250              | 202          | 9"7                 | 9                  | 08/1984-03/1988    | 32.050                        |
| 100 2.2 Kat | Station wagon | EA828 (HX)  | 2226       | Iniezione meccanica K-Jetronic                                                            | 138/5700       | 184/3500       | Anteriore | Manuale 5 marce                 | Dischi/Dischi       | 1.290              | 199          | 10"2                | 9,3                | 08/1984-03/1988    | 34.680                        |
| 100 2.2 CS quattro Kat | Berlina       | EA828 (PX)  | 2226       | Iniezione meccanica K-Jetronic                                                            | 120/5600       | 172/3400       | Integrale | Manuale 5 marce                 | Dischi/Dischi       | 1.330              | 191          | 10"9                | 10,6               | 09/1985-08/1986    | 44.105                        |
| 100 2.2 CS quattro Kat | Station wagon | EA828 (PX)  | 2226       | Iniezione meccanica K-Jetronic                                                            | 120/5600       | 172/3400       | Integrale | Manuale 5 marce                 | Dischi/Dischi       | 1.370              | 188          | 11"4                | 10,9               | 09/1985-08/1986    | 46.735                        |
| 100 2.2 quattro Kat | Berlina       | EA828 (HX)  | 2226       | Iniezione meccanica K-Jetronic                                                            | 138/5700       | 184/3500       | Integrale | Manuale 5 marce                 | Dischi/Dischi       | 1.330              | 202          | 9"9                 | 9,4                | 08/1984-03/1988    | 42.440                        |
| 100 2.2 quattro Kat | Station wagon | EA828 (HX)  | 2226       | Iniezione meccanica K-Jetronic                                                            | 138/5700       | 184/3500       | Integrale | Manuale 5 marce                 | Dischi/Dischi       | 1.370              | 199          | 10"2                | 9,7                | 08/1984-03/1988    | 45.070                        |
| 100 2.2 Turbo | Berlina       | EA828 (MC)  | 2226       | Iniezione meccanica Turbocompressore Intercooler                                          | 165/5500       | 240/3000       | Anteriore | Manuale 5 marce                 | Dischi/Dischi       | 1.300              | 216          | 8"                  | 10                 | 03/1986-05/1990    | 41.160                        |
| 100 2.2 Turbo | Station wagon | EA828 (MC)  | 2226       | Iniezione meccanica Turbocompressore Intercooler                                          | 165/5500       | 240/3000       | Anteriore | Manuale 5 marce                 | Dischi/Dischi       | 1.340              | 213          | 8"2                 | 10,2               | 03/1986-11/1990    | 43.790                        |
| 100 2.2 Turbo quattro | Berlina       | EA828 (MC)  | 2226       | Iniezione meccanica Turbocompressore Intercooler                                          | 165/5500       | 240/3000       | Integrale | Manuale 5 marce                 | Dischi/Dischi       | 1.410              | 216          | 8"                  | 10,8               | 03/1986-05/1990    | 48.365                        |
| 100 2.2 Turbo quattro | Station wagon | EA828 (MC)  | 2226       | Iniezione meccanica Turbocompressore Intercooler                                          | 165/5500       | 240/3000       | Integrale | Manuale 5 marce                 | Dischi/Dischi       | 1.450              | 213          | 8,2                 | 11,1               | 03/1986-11/1990    | 50.995                        |
| 100 2.3 E | Berlina       | EA828 (NF)  | 2309       | Iniezione meccanica a controllo elettronico Bosch KE-Jetronic                             | 136/5600       | 190/4000       | Anteriore | Manuale 5 marce                 | Dischi/Dischi       | 1.250              | 201          | 9"8                 | 8,9                | 03/1988-03/1990    | 35.980                        |
| 100 2.3 E | Berlina       | EA828 (AAR) | 2309       | Iniezione meccanica a controllo elettronico Bosch KE-Jetronic                             | 133/5600       | 186/4000       | Anteriore | Manuale 5 marce                 | Dischi/Dischi       | 1.250              | 201          | 9"8                 | 8,9                | 03/1990-05/1990    | 41.075                        |
| 100 2.3 E | Station wagon | EA828 (NF)  | 2309       | Iniezione meccanica a controllo elettronico Bosch KE-Jetronic                             | 136/5600       | 190/4000       | Anteriore | Manuale 5 marce                 | Dischi/Dischi       | 1.290              | 199          | 10"4                | 9,1                | 03/1988-03/1990    | 38.785                        |
| 100 2.3 E | Station wagon | EA828 (AAR) | 2309       | Iniezione meccanica a controllo elettronico Bosch KE-Jetronic                             | 133/5600       | 186/4000       | Anteriore | Manuale 5 marce                 | Dischi/Dischi       | 1.290              | 199          | 10"4                | 9,1                | 03/1990-11/1990    | 44.065                        |
| 100 2.3 E quattro | Berlina       | EA828 (NF)  | 2309       | Iniezione meccanica a controllo elettronico Bosch KE-Jetronic                             | 136/5600       | 190/4000       | Integrale | Manuale 5 marce                 | Dischi/Dischi       | 1.330              | 201          | 9"8                 | 9,2                | 03/1988-03/1990    | 46.070                        |
| 100 2.3 E quattro | Berlina       | EA828 (AAR) | 2309       | Iniezione meccanica a controllo elettronico Bosch KE-Jetronic                             | 133/5600       | 186/4000       | Integrale | Manuale 5 marce                 | Dischi/Dischi       | 1.330              | 201          | 9"8                 | 9,2                | 03/1990-05/1990    | 45.870                        |
| 100 2.3 E quattro | Station wagon | EA828 (NF)  | 2309       | Iniezione meccanica a controllo elettronico Bosch KE-Jetronic                             | 136/5600       | 190/4000       | Integrale | Manuale 5 marce                 | Dischi/Dischi       | 1.370              | 199          | 10"4                | 9,4                | 03/1988-03/1990    | 48.875                        |
| 100 2.3 E quattro | Station wagon | EA828 (AAR) | 2309       | Iniezione meccanica a controllo elettronico Bosch KE-Jetronic                             | 133/5600       | 186/4000       | Integrale | Manuale 5 marce                 | Dischi/Dischi       | 1.370              | 199          | 10"4                | 9,4                | 03/1990-11/1990    | 48.860                        |
| Versioni a gasolio |               |             |            |                                                                                           |                |                |           |                                 |                     |                    |              |                     |                    |                    |                               |
| 100 2.0 Diesel | Berlina       | CN          | 1986       | iniezione indiretta con precamera, pompa di iniezione Bosch                               | 70/4800        | 123/2800       | Anteriore | Manuale 4 marce + 5ª di riposo6 | Dischi/Tamburi      | 1.2107             | 155          | 17"9                | 6,6                | 08/1982-08/1989    | 28.465                        |
| 100 2.0 Diesel | Station wagon | CN          | 1986       | iniezione indiretta con precamera, pompa di iniezione Bosch                               | 70/4800        | 123/2800       | Anteriore | Manuale 4 marce + 5ª di riposo6 | Dischi/Tamburi      | 1.2607             | 154          | 18"7                | 6,8                | 08/1983-08/1989    | 30.860                        |
| 100 2.4 Diesel | Berlina       | 3D          | 2370       | iniezione indiretta con precamera, pompa di iniezione Bosch                               | 82/4400        | 164/2400       | Anteriore | Manuale a 5 marce               | Dischi/Tamburi      | 1.300              | 166          | 16"5                | 7,1                | 08/1989-05/1990    | 36.710                        |
| 100 2.4 Diesel | Station wagon | 3D          | 2370       | iniezione indiretta con precamera, pompa di iniezione Bosch                               | 82/4400        | 164/2400       | Anteriore | Manuale a 5 marce               | Dischi/Tamburi      | 1.340              | 164          | 17"                 | 7,3                | 08/1989-11/1990    | 39.700                        |
| 100 2.0 Turbo Diesel | Berlina       | DE          | 1986       | Iniezione indiretta con precamera, pompa di iniezione Bosch, turbocompressore KKK Typ 248 | 87/4500        | 172/2750       | Anteriore | Manuale 4 marce + 5ª di riposo6 | Dischi/Tamburi      | 1.2507             | 172          | 13"1                | 6,9                | 08/1983-07/1988    | 31.615                        |
| 100 2.0 Turbo Diesel | Berlina       | NC          | 1986       | Iniezione indiretta con precamera, pompa di iniezione Bosch, turbocompressore KKK Typ 248 | 100/4500       | 192/ 2200-3200 | Anteriore | Manuale 5 marce                 | Dischi/Tamburi      | 1.300              | 185          | 12"3                | 6,7                | 07/1988-08/1989    | 37.000                        |
| 100 2.0 Turbo Diesel | Station wagon | DE          | 1986       | Iniezione indiretta con precamera, pompa di iniezione Bosch, turbocompressore KKK Typ 248 | 87/4500        | 172/2750       | Anteriore | Manuale 4 marce + 5ª di riposo6 | Dischi/Tamburi      | 1.300              | 164          | 16"5                | 7,3                | 08/1983-07/1988    | 34.010                        |
| 100 2.0 Turbo Diesel | Station wagon | NC          | 1986       | Iniezione indiretta con precamera, pompa di iniezione Bosch, turbocompressore KKK Typ 248 | 100/4500       | 192/ 2200-3200 | Anteriore | Manuale 5 marce                 | Dischi/Tamburi      | 1.340              | 183          | 12"8                | 6,9                | 07/1988-08/1989    | 39.805                        |
| 100 TDI | Berlina       | 1T          | 2460       | Iniezione diretta, turbocompressore KKK e intercooler                                     | 120/4250       | 265/2250       | Anteriore | Manuale 5 marce                 | Dischi/Dischi       | 1.320              | 200          | 9"9                 | 5,7                | 09/1989-05/1990    | 43.360                        |
| 100 TDI | Station wagon | 1T          | 2460       | Iniezione diretta, turbocompressore KKK e intercooler                                     | 120/4250       | 265/2250       | Anteriore | Manuale 5 marce                 | Dischi/Dischi       | 1.360              | 198          | 10"1                | 6                  | 09/1989-11/1990    | 46.350                        |
| Note: 1dal 07/1986, la potenza massima è disponibile a 4500 giri/min e la coppia massima è di 137 Nm a 2500 giri/min 2Dal marzo 1988 viene montato di serie un nuovo cambio a 5 marce 3A partire dall'agosto del 1986, la potenza massima è disponibile a 5300 giri/min e la coppia massima è di 138 Nm a 3000 giri/min 4Dal febbraio 1990, la potenza massima è disponibile a 5300 giri/min e la coppia massima scende a 138 Nm a 3000 giri/min 5A 5 marce a partire dall'agosto 1983 6A partire dal luglio 1984, cambio manuale a 5 marce 7A partire dal luglio 1984, massa a vuoto aumentata di 35 kg circa 8Con intercooler su versione da 100 CV |               |             |            |                                                                                           |                |                |           |                                 |                     |                    |              |                     |                    |                    |                               |

### Le altre Audi 100

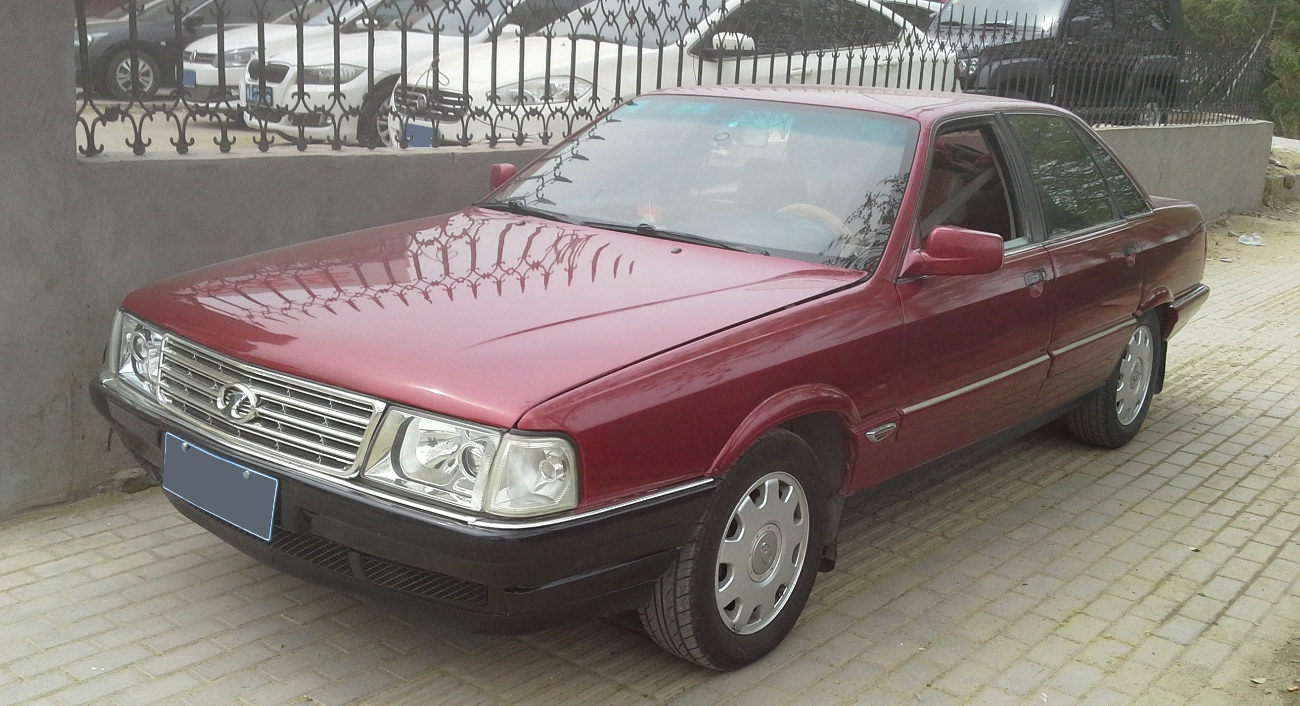
Una Hongqi CA7180

L'Audi 100 ha conosciuto evoluzioni anche a seconda del mercato di destinazione: si è già accennato alle Audi 5000 seconda serie destinate ai mercati nordamericani e proposte fra l'altro anche in un'inedita veste da limousine a passo allungato oltre che nelle più canoniche varianti berlina e Avant. Ma le varianti più interessanti erano quelle destinate al mercato cinese. Qui l'Audi 100 Typ 44 venne prodotta nell'ambito della joint-venture fra il gruppo Volkswagen e la cinese FAW: in seguito a tale accordo, a partire dal 1988, l'Audi 100 venne prodotta inizialmente con marchio Hongqi, una vettura destinata esclusivamente alle cariche istituzionali cinesi e che differiva dalle 100 C3 prodotte in Europa per il frontale completamente ristilizzato (fari trapezoidali di nuovo disegno, calandra a listelli orizzontali, logo della Hongqi, ecc) e per alcune rivisitazioni più discrete anche in altri punti del corpo vettura. Ciò che fece davvero la differenza, però, fu il settore dei motori, poiché l'Audi 100 del marchio Hongqi era equipaggiata con motori costruiti dalla Chrysler. Ciò sulla base del primo accordo tra i due costruttori, che prevedeva un ampio margine di autonomia per quanto riguarda i motori da montare sull'ammiraglia di Hongqi. La Hongqi su base Audi 100 C3 era disponibile anche in due varianti di passo: il passo normale, denominato CA7180 e quello a passo lungo, denominato CA7228. Con questi, l'Audi 100 cinese era disponibile in molte varianti, inclusa la berlina standard a 4 porte, ma anche una station wagon, una limousine, una cabriolet e persino un Pick-up. Un secondo accordo intervenuto fra Volkswagen Group e FAW prevedeva invece la produzione della vera e propria Audi 100 con il marchio dei quattro anelli e con motori Audi, anche perché nel frattempo erano sorti problemi con la fornitura di motori da parte della Chrysler. La nuova produzione della Audi 100 ebbe inizio a partire dall'aprile del 1990 e venne assemblata in Cina come CKD, ossia in kit di montaggio inviato direttamente da Ingolstadt alla sede FAW di Changchun. L'Audi 100 cinese fu prevista con motori a 4 e a 5 cilindri e la sua produzione si protrasse per dodici anni, fino al 2002. Durante la produzione dell'Audi 100 in Cina, continuò comunque anche la produzione della Hongqi, ma durante gli anni '90 questo modello fu equipaggiato con un nuovo V6 Audi. Questo modello, denominato Hongqi CA7220, fu prodotto fino al 2006.
L'Audi 100 C3 servì anche come base per il russo GAZ-3103/3104/3105 "Volga".
L'Audi 100 venne prodotta anche in Sudafrica, sempre in modalità CKD e qui venne commercializzata con la denominazione di Audi 500. Il nome Audi 100 fu utilizzato anche per la produzione nel mercato giapponese, produzione che ebbe luogo nella capitale.

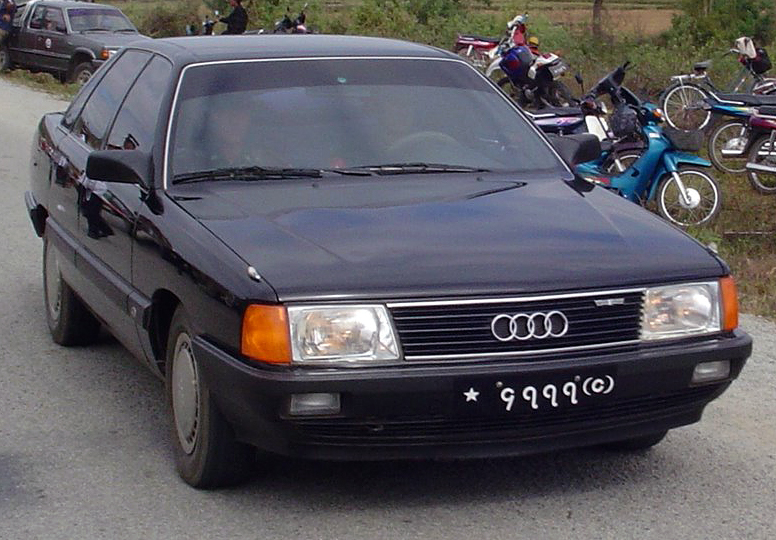
FAW Audi 100
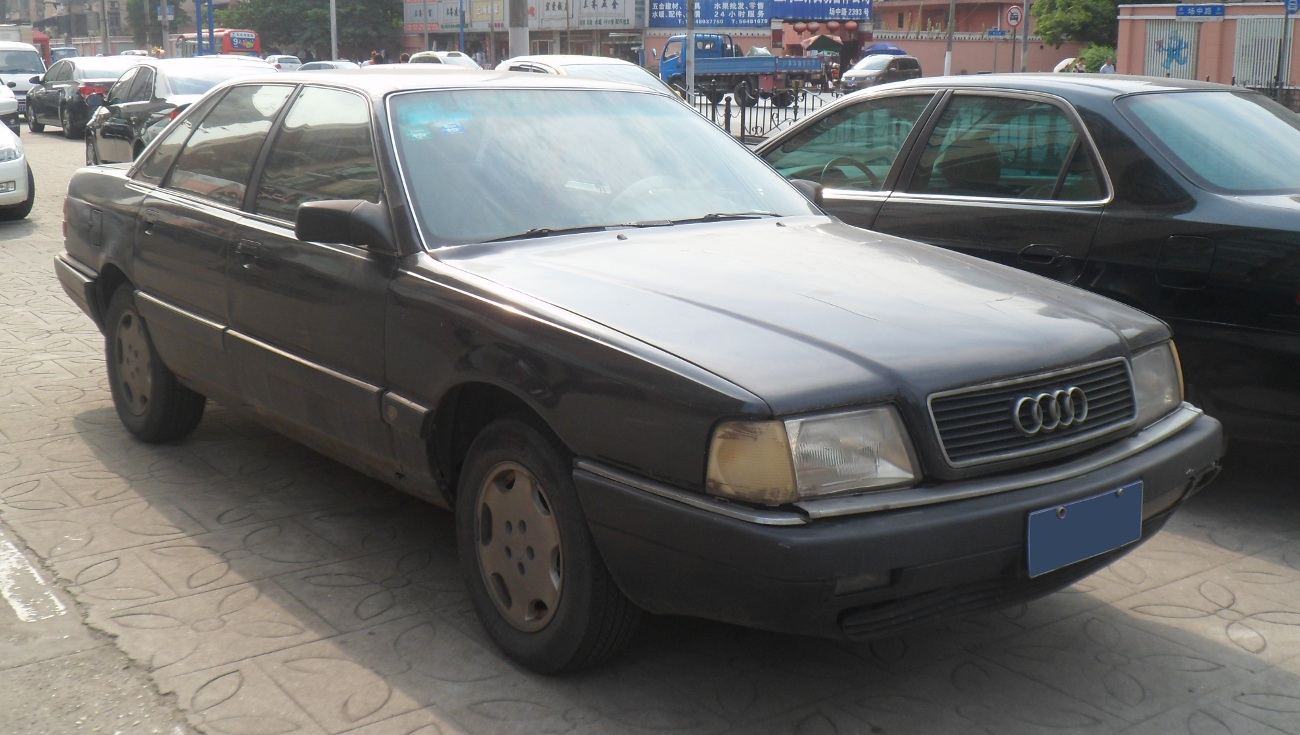
FAW Audi 200
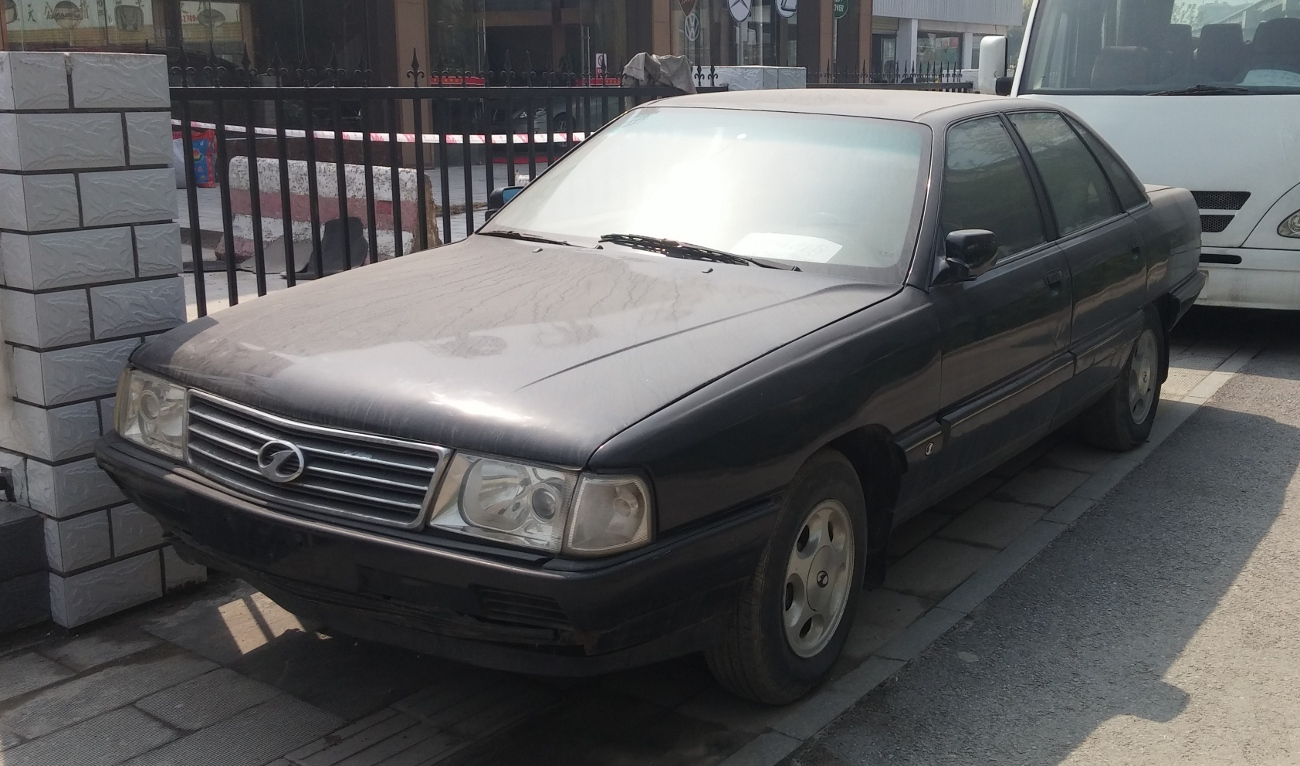
Hongqi CA7180A2E
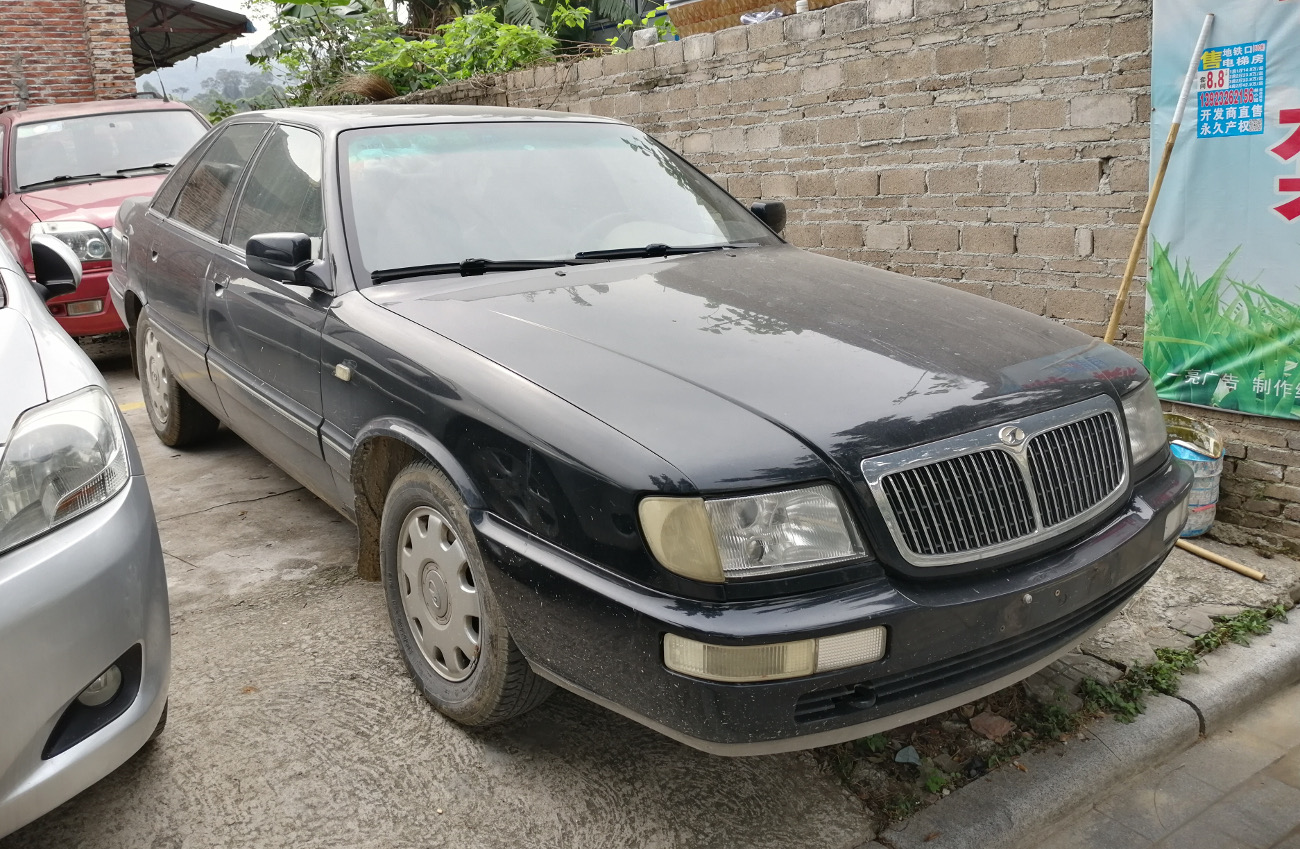
Hongqi CA7202E3
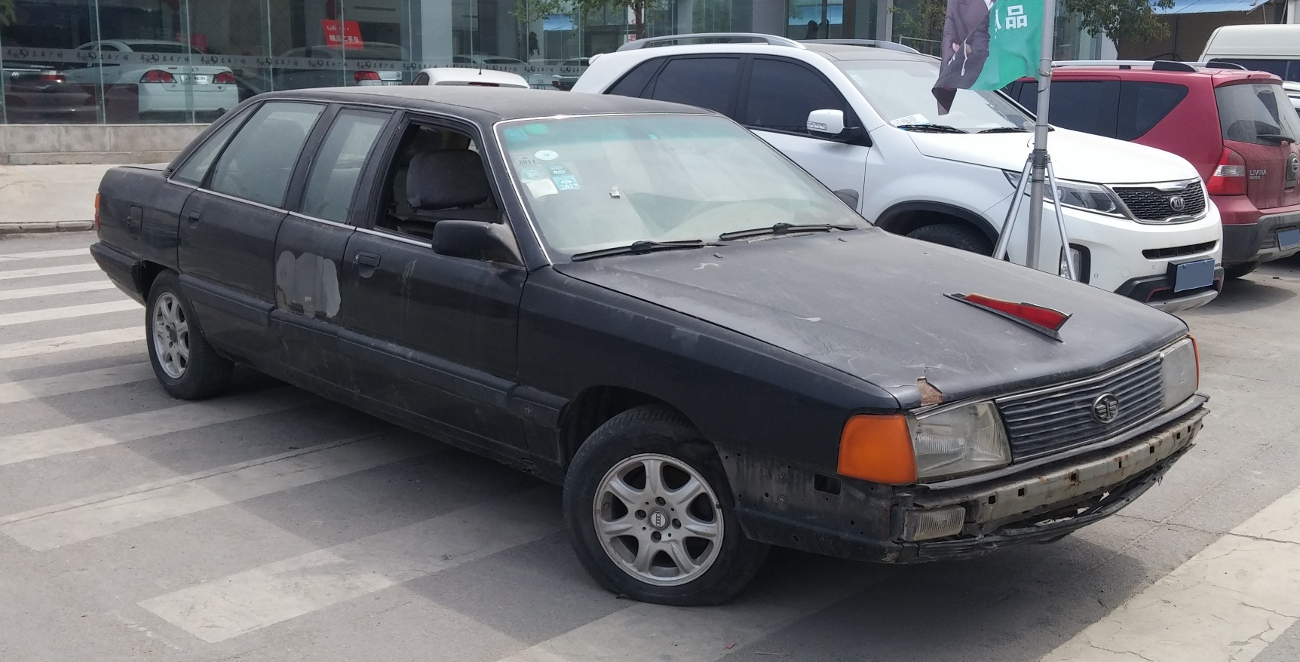
Hongqi CA7228L